# Cristòfor Taltabull i Balaguer
Cristòfor Taltabull i Balaguer (Barcelona, 28 de juliol de 1888 - Barcelona, 1 de maig de 1964) fou un pedagog musical i compositor català. Una de les personalitats musicals més importants del seu temps, va obrir les portes a l'exercici de la composició a destacats noms de la música catalana. Més reconegut com a pedagog que no pas com a creador musical, aquest reconeixement ha deixat en l'oblit obres com Les set paraules de Crist a la creu (1943) basades en un text de Fèlix Castellà i que s'erigeix com una de les grans obres del catàleg d'un compositor que va ser clau en la comesa de la reconstrucció de la vida musical a Catalunya després de la Guerra Civil espanyola.

## Biografia
Va néixer l'any en què es va inaugurar l'Exposició Universal de Barcelona, en una família burgesa catalana, i va cursar els estudis generals als Jesuïtes del carrer de Casp de Barcelona. El seu pare fou Rafael Taltabull i Borràs i la seva mare Lluïsa Balaguer i Bruguera, ambdós de Barcelona. Va Iniciar els estudis musicals, principalment pianístics, a Barcelona, amb Claudi Martínez i Josep Font (deixebles del mestre Pere Tintorer) i va rebre valuosos consells de Felip Pedrell.
L'any 1907 estrena les seves primeres composicions a Barcelona i després marxa a Múnic per assistir a classes d'anàlisi, estètica i teoria musical amb els professors Wiedermeyer i Klose. També estudia a Leipzig amb Max Reger, compositor que l'influí i que sempre va venerar. Pel que fa al piano, tot i no haver-n'hi constància, cal suposar que va seguir perfeccionant-lo, ja que es va presentar i va guanyar un primer premi en el concurs anual del conservatori.
El 1940, a conseqüència de la Segona Guerra Mundial, torna a Barcelona on es queda definitivament. Es pot dir que la seva terra natal el va acollir amb una certa indiferència i, sens dubte, amb un tracte molt allunyat del que havia estat objecte abans del primer viatge a París, just quan se l'aclamava com el "jove modernista" que venia d'Alemanya i que va triomfar en cercles molt concrets.
En temps de la postguerra espanyola, no pogué reprendre la seva activitat musical prou dignament i en concordança amb la seva formació i capacitats. Només la dedicació a la pedagogia musical, que exercí particularment impartint classes al seu domicili, li atorgà un prestigi i reconeixement que l'han convertit en una figura entranyable en el món musical.
Un conjunt d'alumnes dotats trobaren en Taltabull el mestre que no havien trobat en els centres oficials, que els obrí els ulls i els va formar tant com va saber. Alguns d'aquests deixebles han esdevingut, anys després, alguns dels principals protagonistes de la vida musical catalana de la segona meitat del segle xx.
Entre els seus deixebles es troben els compositors Xavier Benguerel, Joan Guinjoan, Josep Maria Mestres Quadreny, Josep Soler, Salvador Moreno Manzano, Josep Casanovas i Puig, Josep Llobet i Terricabres, Mercè Torrents i Turmo, etc.
Fou enterrat al Cementiri de Montjuïc i el seu fons personal es conserva a la Biblioteca de Catalunya.